# Komisja rehabilitacyjno-kwalifikacyjna dla byłych funkcjonariuszy Policji Państwowej
Komisja rehabilitacyjno-kwalifikacyjna dla byłych funkcjonariuszy Policji Państwowej – kolegialne ciało przy Prezydium Rady Ministrów.

## Powołanie Komisji
Dekret Polskiego Komitetu Wyzwolenia Narodowego z 15 sierpnia 1944 r. rozwiązywał tzw. policję granatową, gdyż stała na usługach okupantów, a jej członkom nakazywał zdawanie broni i innego wyposażenia służbowego na posterunkach Milicji Obywatelskiej. Dekret nie obejmował jednak zagadnień dotyczących możliwości wcielenia tych funkcjonariuszy do Milicji Obywatelskiej ani ich praw nabytych z okresu służby w przedwojennej Policji Państwowej, przy czym obie te instytucje uznał właściwie za jedną organizację.
Była to przyczyna powołania następnie komisji weryfikacyjnej, która przy okazji miała zidentyfikować tych, którzy współpracowali z niemieckim okupantem oraz funkcjonariuszy, którzy brali udział w zwalczaniu działalności komunistycznej w okresie międzywojennym. Jednym z celów prac komisji miało być wyselekcjonowanie osób, które mogły zostać wykorzystane w Milicji Obywatelskiej, głównie w charakterze instruktorów.
Chociaż ustanowienie Komisji weryfikacyjnej można odczytywać jako próbę wyłączenia policjantów spod działania dekretu o wymiarze kary dla faszystowsko-hitlerowskich zbrodniarzy winnych zabójstw i znęcania się nad ludnością cywilną i jeńcami oraz dla zdrajców Narodu Polskiego, w rzeczywistości uzyskanie rehabilitacji nie było równoznaczne z możliwością podjęcia pracy.

## Funkcjonowanie Komisji
Komisja Rehabilitacyjno-Kwalifikacyjna została powołana przez Prezesa Rady Ministrów zarządzeniem 29 sierpnia 1945 r. celem oceny wszystkich funkcjonariuszy Policji Państwowej, którzy pełnili służbę w okresie przedwojennym, a w okresie wojny należeli do tzw. Policji Polskiej, z wyłączeniem tych, którzy służyli w szeregach Milicji Obywatelskiej, Urzędu Bezpieczeństwa i Wojska Polskiego. Weryfikacja nie objęła również tych, którzy odeszli ze służby przed wybuchem wojny i nie wstąpili do granatowej policji. Komisja składała się z przewodniczącego i pięciu członków powołanych przez premiera oraz z jednego przedstawiciela Ministra Bezpieczeństwa Publicznego.
Komisja prowadziła weryfikację na podstawie wniosków zainteresowanych lub ich spadkobierców, przy czym w postępowaniu wykorzystywała referencje wiarygodnych świadków, instytucji publicznych, organizacji zawodowych, społecznych lub politycznych oraz zbierała uzupełniające dane za pomocą posterunków milicji, urzędów bezpieczeństwa oraz miejskich i gminnych rad narodowych. Komisja swoje postępowania zakańczała wydaniem zaświadczenia o dodatnich walorach moralno-społecznych, o braku przeszkód w zatrudnieniu w służbie państwowej, o niepodleganiu weryfikacji ze względu na brak przynależności do, granatowej policji lub o braku możliwości zatrudnienia w służbie państwowej.
Do 31 marca 1946 r. wpłynęło 1885 wniosków, z czego zakończono 451 spraw, z czego 364 osoby uznano za zrehabilitowane, 21 za nienadające się do służby państwowej, a 8 za niepodlegające weryfikacji. 14 spraw przekazano do dyspozycji sądów karnych, w 43 wydanie decyzji odroczono do czasu uzupełnienia materiału dowodowego, a jedną sprawę umorzono. Mała liczba złożonych wniosków wynikała zapewne z faktu, że do obowiązku poddania się rehabilitacji nie poczuwali się byli funkcjonariusze zatrudnieni w urzędach państwowych, choć przez służbę państwową określoną w zarządzeniach wdrażających Komisję władze państwowe rozumiały ogólnie zatrudnienie w urzędach państwowych i samorządowych, przedsiębiorstwach państwowych lub pod zarządem państwowym oraz w innych instytucjach i zakładach publicznych.
W związku z małym napływem wniosków, w kwietniu 1946 r. Prezydium Rady Ministrów poleciło wojewodom obwieszczenie ostatecznego terminu składania wniosków o rehabilitację, tj. 1 lipca 1946 r. i podkreśliło, że do weryfikacji zobowiązani byli wszyscy policjanci, którzy pełnili służbę do dnia wybuchu wojny oraz wszyscy funkcjonariusze policji granatowej. 17 października 1947 r. Rada Ministrów uchwaliła dekret o dopuszczalności rehabilitacji osób, które były zatrudnione w policji granatowej oraz straży więziennej w czasie okupacji niemieckiej, przy czym rozciągnięto go na wszystkie osoby w zatrudnione urzędach, przedsiębiorstwach państwowych i samorządowych lub prawnopublicznych oraz emerytów. Nowym przepisom nadano formę aktu normatywnego, a więc podniesiono ich rangę. Ponadto pozostawiono tylko funkcję rehabilitacyjną, eliminując kwalifikacyjną, a także ograniczono jej zainteresowanie wyłącznie do okresu okupacji. Zastrzeżono jednocześnie, że wcześniejsze orzeczenia Komisji rehabilitacyjno-kwalifikacyjnej zachowały moc, zwalniając byłych funkcjonariuszy od ponownego poddawania się weryfikacji.
Ostatecznie Komisja zakończyła swą działalność 29 kwietnia 1952 r. W wyniku jej działalności rozpatrzono 8247 podań, przy czym jedynie 556 osobom odmówiono rehabilitacji (z czego 96 już nieżyjącym), ale część spraw ze względu na brak materiału dowodowego pozostała niewyjaśniona.
W lipcu 1949 r. uznano też, że weryfikacji powinny zostać poddane prawa emerytalne wszystkich byłych funkcjonariuszy Policji Państwowej, które z dniem 1 maja zawieszono oficerom, a 1 września podoficerom, przy czym ewentualne wcześniejsze rehabilitacje nie zwalniały od obowiązku poddania się postępowaniu weryfikacyjnemu. 18 marca 1954 r. Rada Ministrów przyjęła dekret, zgodnie z którym Komisja weryfikacyjna została zniesiona, a jej uprawnienia przekazano prezydiom wojewódzkich rad narodowych. Weryfikacja praw emerytalnych dobiegła końca wraz z przyjęciem 11 września 1956 r. ustawy o zmianie przepisów dekretu o powszechnym zaopatrzeniu emerytalnym pracowników i ich rodzin.

## Policjanci w Milicji Obywatelskiej
Szacuje się, że w Milicji Obywatelskiej służyło ok. 1000 byłych policjantów, począwszy od Komendy Głównej do posterunków. Byłych policjantów zatrudniano na stanowiskach, na których pełnili funkcje nauczycieli zawodu lub opracowujących instrukcje oraz materiały szkoleniowe, a także na takich, które wymagały specjalnych kwalifikacji, jak wykonywanie ekspertyz, prowadzenie rejestracji daktyloskopijnej, ujawnianie śladów i ich wykorzystywanie, systematyzacja kartotek, prowadzenie czynności dochodzeniowo-śledczych oraz organizacja i planowanie służby.
Mimo to byłym policjantom w zdecydowanej większości pracy w Milicji Obywatelskiej odmawiano. Część byłych policjantów obawiała się także ujawnić, gdyż mogło ich to narazić na stalinowskie represje. Te spotykały również zweryfikowanych funkcjonariuszy, począwszy od stopniowego wydalania ze służby, poprzez aresztowania po kary więzienia. Przyzwolenie na ich zatrudnianie w MO trwało niespełna dwa lata, gdyż z czasem stawali się też coraz mniej użyteczni, jako że posiadaną wiedzę przekazali już nowym kadrom, a na dodatek byli uważani za element niepasujący ideologicznie do tej formacji. Konieczność usunięcia przedwojennych funkcjonariuszy z szeregów MO zapowiedziano podczas odprawy szefów wydziałów personalnych Komend Wojewódzkich MO w grudniu 1945 r. i trwała ona w latach 1946–1948.